# Point and Shoot
"Point and Shoot" es el octavo episodio y estreno de mitad de temporada de la sexta temporada de Better Call Saul, serie de televisión derivada de Breaking Bad. Fue escrito por Gordon Smith y dirigido por el cocreador de la serie Vince Gilligan. Se proyectó en el Festival de Tribeca en Nueva York el 18 de junio de 2022 y se emitió en AMC y AMC+ en los Estados Unidos y Canadá el 11 de julio de 2022, antes de debutar en línea en ciertos territorios en Netflix al día siguiente. En el episodio, Jimmy McGill y Kim Wexler reaccionan ante la muerte de su colega Howard Hamlin a manos de Lalo Salamanca, quien les ordena que lo ayuden a llevar a cabo su plan para probar la deslealtad de Gus Fring al cartel.
El 27 de julio de 2021, el primer día de filmación del episodio, Bob Odenkirk (quien interpreta a Jimmy) sufrió un infarto. Rosa Estrada, la supervisora de seguridad sanitaria en el set, ayudó a resucitarlo con un desfibrilador externo automático. Odenkirk fue trasladado de urgencia al hospital. La causa del ataque al corazón fue la acumulación de placa que conocía desde 2018 pero que no había medicado. Después de un descanso de cinco semanas, Odenkirk regresó al set en septiembre. La escena de apertura del episodio, que presenta el automóvil y los objetos personales de Howard en la playa, se filmó meses después del resto del episodio; también fue la última escena filmada para Better Call Saul.
"Point and Shoot" recibió elogios de la crítica, particularmente por su dirección, escritura, cinematografía y actuaciones en pantalla. Marcó la última aparición tanto de Howard (Patrick Fabian) como de Lalo (Tony Dalton). Un estimado de 1.16 millones de espectadores vieron el episodio durante su primera transmisión en AMC.

## Trama

### Apertura
Un zapato navega en una playa del océano y su otro par yace en la orilla de la misma. La puerta abierta de un automóvil revela música clásica que suena en la radio; entre las cosas que están allí, esta una billetera y un anillo de matrimonio en el tablero. La placa de cortesía del automóvil, "NAMAST3", revela que es el Jaguar XJ8 verde de Howard Hamlin.

### Historia principal
Después de matar a Howard, Lalo les pide a unos Jimmy y Kim horrorizados por verlo morir que se sienten y escuchen; les proporciona indicaciones a una dirección y una descripción vaga de Gus Fring y le indica a Jimmy que conduzca hasta allí y le dispare. Jimmy convence a Lalo para que envíe a Kim en su lugar. Después de que ella se va, Lalo ata a Jimmy a una silla y le cuenta sobre el ataque a su casa en México; cuando Jimmy insinúa que Lalo lo responsabiliza del ataque por haber sido presentado por Nacho Varga niega con vehemencia cualquier implicación y lo culpa, en ello, Lalo lo amordaza y se va, prometiendo volver. Mike detiene a Kim en la puerta principal de Gus cuando se apronta a disparar. Ella explica que Lalo está reteniendo a Jimmy, luego señala que el doble del cuerpo de Gus coincide con la descripción que proporcionó Lalo. Mike ordena a sus hombres que vayan a su apartamento.
Cuando Kim dice que Lalo accedió a dejarla cambiar de lugar con Jimmy, Gus se da cuenta de que el intento de disparo es una distracción, por lo que conduce a la Lavandería Brillante. Lalo tiene la intención de obtener evidencia en video del laboratorio de metanfetamina para Don Eladio, lo que demostrará la deslealtad de Gus hacia el cartel. Embosca a Gus y mata a sus guardaespaldas, luego obliga a Gus a mostrarle el laboratorio. Gus lleva a Lalo al sitio, que Lalo describe para Eladio utilizando los detalles proporcionados por Casper.  Gus insulta a Eladio y a los Salamanca mientras Lalo lo graba en video, pero su discurso es una distracción que le permite provocar un corte de energía que apaga las luces. En la oscuridad, alcanza la pistola que escondió anteriormente, y luego dispara varios tiros a Lalo. Después de encender las luces, Gus se da cuenta de que está sangrando y que Lalo resulta herido. Lalo se ríe mientras sucumbe a sus heridas y muere.
Jimmy y Kim se reencuentran en su apartamento. Mike les dice que Lalo no regresará y sus hombres retiran el cuerpo de Howard. Mike explica que harán que la muerte de Howard parezca un suicidio por ahogamiento y les indica que mantengan su engaño de que Howard era un adicto a la cocaína, lo que hará que la historia sea más plausible. Mientras se trata la herida de Gus en su casa, Mike supervisa el entierro de Howard y Lalo en una tumba compartida debajo del laboratorio, pero primero le quita los zapatos, la billetera y el anillo de bodas a Howard.

## Producción
"Point and Shoot" fue el estreno de la segunda parte de la sexta temporada de Better Call Saul. El creador de Breaking Bad y Better Call Saul, Vince Gilligan, dirigió el episodio y es escrito por el coproductor ejecutivo Gordon Smith. 
El 27 de julio de 2021, primer día de rodaje de "Point and Shoot", : 48:13–48:28  El actor principal Bob Odenkirk (que interpreta a Jimmy) sufrió un infarto. El incidente ocurrió mientras estaba en un descanso con los habituales de la serie Rhea Seehorn (Kim), Patrick Fabian (Howard) y Tony Dalton (Lalo) después de filmar la escena en la que Lalo instruye a Jimmy y Kim sobre qué hacer, que duró doce horas. : 48:43–54:10  En retrospectiva, Seehorn dijo que estaba agradecida de que Odenkirk hubiera decidido pasar el rato con ellos en lugar de ir a su tráiler. Los actores estaban en un estudio vacío donde regularmente tomaban descansos. Allí, Odenkirk estaba en un cubículo de plexiglás montando una bicicleta estática y viendo un partido de béisbol de los Cachorros de Chicago cuando colapsó. Los otros actores estaban hablando cerca, se dieron cuenta y pidieron ayuda. Rosa Estrada, exmédica y supervisora de seguridad de la salud en el set, y la subdirectora Angie Meyer administraron RCP e instalaron un desfibrilador externo automático. Se necesitaron tres intentos para que el pulso de Odenkirk regresara. Lo llevaron de urgencia al Hospital Presbiteriano de Albuquerque, donde le colocaron dos stents en el cuerpo para aliviar la acumulación de placa de la que sabía desde 2018 pero que no había medicado. Odenkirk fue tratado sin más cirugía y se tomó un descanso de cinco semanas de la filmación, lo que requirió que la producción hiciera algunos cambios en el cronograma para adaptarse a esto. A mediados de agosto, Dalton dijo que se estaban filmando escenas que no involucraban a Odenkirk, pero que Odenkirk aún no había recibido autorización para regresar. Según Gilligan y Smith, una gran parte de la escena del apartamento se había filmado antes del infarto, principalmente la cobertura de Odenkirk y Seehorn. Dos meses después, en septiembre de 2021, Odenkirk volvió al set. Filmó el siguiente episodio, "Fun and Games", y luego volvió a filmar el resto de la escena de "Point and Shoot" cuando Gilligan estaba disponible, incluida la cobertura de Dalton y la parte en la que Jimmy está atado a una silla. : 54:20–56:58  La filmación del resto de la temporada se limitó a un máximo de doce horas al día como resultado del incidente.
"Point and Shoot" presenta la muerte de Lalo Salamanca, interpretado por Dalton, quien fue presentado como un personaje recurrente en la cuarta temporada de Better Call Saul. Los escritores decidieron no escribir un final definitivo para el personaje hasta que exploraron todas las posibilidades, y la decisión de matar a Lalo llegó tarde en el proceso de escritura. Dalton sabía antes de la filmación de la sexta temporada que su personaje tendría una salida anticipada, pero solo recibió noticias de la muerte de su personaje durante la filmación del episodio anterior, "Plan and Execution". Dijo que leyó el guion de "Point and Shoot" afuera de la parada de descanso donde su personaje va a ducharse en "Plan and Execution": "Era una filmación nocturna, como la una de la mañana, y agarré un poco silla y la puse en el lado de la parada de descanso al lado de la carretera y simplemente se sentó. Pensé, si esto va a ser el final, quiero sentarme y leer todo esto ahora mismo. Y fue muy catártico".
Smith dijo que consideraron un tiroteo entre Mike y Lalo, pero decidieron no dejar que los dos villanos más grandes de la serie se enfrentaran cara a cara. Smith escribió los insultos de Gus hacia Don Eladio y los Salamanca como Gus usando una táctica que aprendió de Nacho Varga en el episodio "Rock and Hard Place", donde un Nacho atado corta sus ataduras mientras le confiesa a los Salamanca que "querían escucharlo", por lo que su odio podría estar justificado". Dalton, que a menudo bromeaba sobre la descripción de Smith del último aliento de su personaje como "feo" en el guion, improvisó la elección de Lalo de sonreír y reír después de que Gus le disparara. : 1:01:40–1:03:54  Gilligan eligió incluirlo porque vio el momento en que Lalo se sorprendió por la pura suerte de Gus durante el tiroteo en la oscuridad. Dalton dijo que la cantidad de sangre falsa en su rostro formó un charco, por lo que continuó acostado mientras el equipo reiniciaba la escena. La risa moribunda de Lalo se filmó en cuatro o cinco tomas.
A pesar de que el personaje estaba muerto, Fabian todavía apareció como el cadáver de Howard durante todo el episodio. A Gilligan y la productora ejecutiva Alison Tatlock se les ocurrió la idea de enterrar a Lalo con Howard debajo del laboratorio de metanfetamina. : 21:08–26:53   Lalo, así como Nacho, fueron mencionados anteriormente por su nombre en el episodio de Breaking Bad "Better Call Saul". Smith dijo que quería dejar "migas de pan" para que los espectadores conectaran los eventos de "Point and Shoot" con el episodio de Breaking Bad, usando casi las mismas líneas que Jimmy, como Saul, gritó preso del pánico a Walter White y Jesse Pinkman del episodio. último. Smith dijo: "Ese fue nuestro pensamiento en términos de hacerlo tan exacto y específico. También nos ayuda a sentir por qué Jimmy está tan asustado en Breaking Bad 208. Ha llevado el terror de este momento todos estos años. Creo que su cerebro de lagarto siempre va a estar ahí sentado con una mordaza en la boca, diciendo: 'Oh, Dios mío, en cualquier segundo, Lalo podría venir y acabar con mi vida y la vida de cualquiera que me haya importado'. '"
La primera opción de Smith para el título del episodio fue "House Cat", pero finalmente se eligió "Point and Shoot" para acompañar el uso recurrente de la sexta temporada de la palabra "y" en el título de la mayoría de sus episodios. La escena con Lyle, el asistente de gerente de Gus en el restaurante Los Pollos Hermanos, cantando mientras se preparaba para abrir el restaurante, fue un guiño a una broma interna entre el personal de un musical derivado que involucra a Lyle luego de la muerte de Gus en "Face Off". La toma cenital de Kim acercándose a la casa de Gus se inclinó deliberadamente para parecerse a la toma cenital del episodio "Thirty-Eight Snub" de Breaking Bad cuando Walter se acerca a la casa de Gus. Fue capturado temprano una mañana alrededor de las 4:30 am con el uso de un elevador de tijera que sostenía una plataforma de cámara a varios cientos de pies en el aire. Smith dijo que replicar la toma fue "terriblemente difícil" debido a las condiciones de iluminación. La productora Jenn Carroll se encargó de sostener un iPad frente al operador de cámara B Jordan Slovin para que pudiera comparar las dos tomas y lograr que coincidieran. Debido al hecho de que estaban filmando en medio de la noche y a que el equipo de la cámara emitía un pitido cada vez que se movía, el equipo se aseguró de disculparse con los residentes del vecindario. : 1:12:46–1:14:23  La escena de apertura, con el auto de Howard y sus objetos personales en la playa, fue la última escena filmada para Better Call Saul y la única escena importante jamás filmada para la serie fuera de Albuquerque, Nuevo México. Fue filmada en marzo de 2022 en Leo Carrillo State Beach, California. Paul Donachie fue el director de fotografía del episodio, aunque la escena inicial tuvo que filmarse con el director de fotografía Marshall Adams, ya que Donachie estaba en Inglaterra en ese momento. : 1:00:01–1:01:29  Como la fotografía principal terminó un mes antes, el metraje se filmó después de que terminó la producción. 
Durante la posproducción, Chris McCaleb editó el episodio y Dave Porter compuso la partitura. : 5:02–6:11 Porter dijo que componer la partitura fue difícil porque no tenía claro qué escenas definitivamente necesitaban música, lo que llevó a que varias de sus composiciones no se usaran. La pieza para violonchelo que se presentó durante el entierro de Howard y Lalo se escribió originalmente para la escena inicial; Porter dijo: "Cuando lo cambié, simplemente se cayó y encajó muy bien con muy pocas alteraciones en esa escena final". La partitura durante las escenas de Dalton se compuso para resaltar la naturaleza calculada de Lalo a pesar de la tensión. Para hacerlo, Porter también agregó piezas musicales que escribió para el personaje de Lalo en los episodios de la quinta temporada "Bad Choice Road" y "Something Unforgivable" en la partitura de "Point and Shoot". : 27:30–30:47  Porter dijo que su objetivo era ser "una extensión de los escritores" y "acentuar las cosas que creo que ustedes, chicos y chicas, estaban tratando de lograr en la sala de escritores y la forma en que se han interpretado los personajes". : 43:10–45:29 

## Recepción

### Respuesta crítica
"Point and Shoot" fue recibido con elogios de la crítica. Recibió cinco de cinco estrellas de Stuart Jeffries de The Guardian y James Jackson de The Times, cuatro de cinco estrellas de Scott Tobias de Vulture, Nick Harley de Den of Geek y Ed Power de The Daily Telegraph, y calificaciones "A" de Kimberly Potts de The AV Club, Steve Greene de IndieWire y Darren Franich de Entertainment Weekly. Los miembros del equipo que fueron reconocidos por su trabajo en este episodio incluyeron al director Vince Gilligan, al escritor Gordon Smith, al director de fotografía Paul Donachie, y a los miembros del reparto Tony Dalton (Lalo), Giancarlo Esposito (Gus), Jonathan Banks (Mike), Bob Odenkirk (Jimmy), y Rhea Seehorn (Kim). La escena inicial también fue bien recibida. En el agregador de reseñas Rotten Tomatoes, el 100% de trece reseñas son positivas, con una calificación promedio de 9.5/10. El consenso crítico dice: "'Point and Shoot' apunta a Better Call Saul hacia un final del juego y lo lanza hacia adelante a toda velocidad, poniendo fin a un favorito de los fanáticos con un estilo apropiado mientras prepara el escenario para una recta final agonizante y llena de suspenso". 
Liz Shannon Miller de Consequence elogió la capacidad de la serie para crear suspenso en una historia en la que ciertos personajes están predeterminados para sobrevivir. Ella describió la escena en la que Jimmy convence a Lalo para que envíe a Kim en su lugar como un "momento de clase magistral para la serie en general y Odenkirk como actor en particular". Jackson dijo que el episodio "pulsa con suspenso nocturno, tu recompensa después de varias horas de trama cuidadosamente construida".
El enfrentamiento entre Gus y Lalo fue señalado como el punto culminante del episodio. Tobias dijo que la invectiva de Gus sobre los Salamancas recordaba la escena de True Romance (1993) donde el personaje de Dennis Hopper usa sus últimas palabras para insultar a su verdugo. Sin embargo, Tobias también criticó la decisión de Gus de esconder un arma debajo de la excavadora, lo que consideró "más una señal de conveniencia narrativa que de planificación". Harley sintió que la segunda mitad del episodio era predecible pero, sin embargo, "ansiedad y apasionante". Elogió la actuación "tremendamente entretenida" de Dalton y dijo que "Point and Shoot" era, a pesar de sus defectos, "una televisión muy buena y bien hecha con una actuación fascinante en todos los ámbitos". Potts lamentó la partida de Dalton y elogió el carisma y el encanto del personaje. También opinó que Banks realizó una "actuación típicamente sobresaliente" y lo describió como el actor "al que más frustrantemente se le negó un Emmy" por su trabajo en el programa y su predecesor. Greene destacó el trabajo de cámara y la actuación "lenta y uniforme" de Bank como las mejores partes del episodio. Michael Hogan de Vanity Fair comparó a Lalo con el Joker y la historia del episodio con Miami Vice y Beverly Hills Cop . "Así es como debería ser", escribió, "un enfrentamiento entre los dos grandes malos, nadie más alrededor". Hogan describió el discurso de Gus como un "giro divertido" sobre el cliché de Hollywood de un villano que deja que el héroe dé un discurso porque "realmente no podemos estar seguros de cuál de estos capos de la droga es el héroe y cuál es el villano, y el discurso en sí es sólo una táctica dilatoria". Un aspecto del episodio que recibió críticas fue el tiroteo entre Gus y Lalo. Alan Sepinwall, de Power y Rolling Stone sintió que la escena estaba demasiado iluminada y la comparó con la escena de la pelea en el episodio de Game of Thrones "The Long Night".  Power escribió: "Desafortunadamente, Better Call Saul ha sucumbido a la moda de filmar escenas clave de noche y en una oscuridad casi total... [y] una confrontación sísmica estalla con un gemido bochornoso". A pesar de esto, Power le dio al episodio una crítica positiva y concluyó que Better Call Saul había "completado su transformación en uno de los dramas más fascinantes y sombríos de la era del streaming".

### Calificaciones
Un estimado de 1.16 millones de espectadores vieron "Point And Shoot" durante su primera transmisión en AMC el 11 de julio de 2022.